# Billbergia euphemiae
Billbergia euphemiae är en gräsväxtart som beskrevs av Charles Jacques Édouard Morren. Billbergia euphemiae ingår i släktet Billbergia och familjen Bromeliaceae. Inga underarter finns listade i Catalogue of Life.